# Веренка, Дарси
Да́рси Веренка (англ. Darcy Werenka, родился 13 мая 1973) — профессиональный австрийский хоккеист канадского происхождения, защитник. В настоящее время свободный агент.

## Карьера

### Клубная
За свою карьеру отыграл в 12 разных клубах. Первыми были канадские «Летбридж Харрикейнз» и «Брандон Уит Кингз» из Западной хоккейной лиги, американские «Бингемтон Рейнджерс», «Атланта Найтс» (оба клуба прекратили своё существование) и «Хьюстон Аэрос» из Американской хоккейной лиги. В 1997 году стал игроком австрийского «Винера», сезон 1999/2000 провёл в составе американской команды «Юта Гризлис».
С 2000 года выступал в разных европейских чемпионатах — финском (играл за ХПК), немецком («Швеннингер Уайлд Уингз» и «Кёльнер Хайе») и австрийском («Вена Кэпиталз» и «Грац Найнти Найнерс»).

### В сборной
В составе канадской сборной победитель молодёжного чемпионата мира 1993 года.
В 2004 году принял гражданство Австрии и получил право выступать за национальную сборную Австрии. Участник чемпионата мира 2011 года.

## Интересные факты
- Дарси не является родственником Брэда Веренки, олимпийского вице-чемпиона 1994 года[1].